# سوسيا

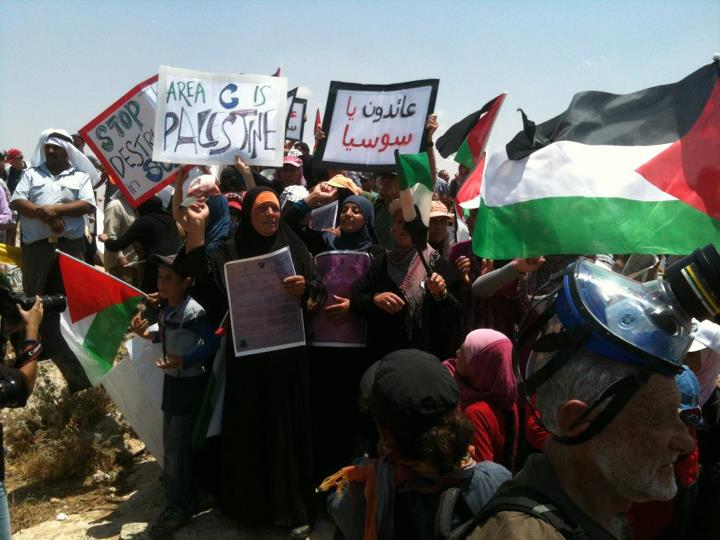
مظاهرة فلسطينية ضد هدم البيوت في القرية

سوسيا أو سوسية قرية فلسطينية تقع شرق مدينة يطا بمحافظة الخليل ويعيش فيها قرابة 400 نسمة ويعتمدون على رعي المواشي واستصلاح عدة كروم من شجر الزيتون، وهي تصنف ضمن المناطق ج حيث تقع ضمن سيطرة اسرئايل الأمنية
أنشات إسرائيل عليها مستوطنة سوسيا عام 1983 وبلغ عدد سكانها 737 شخص في عام 2006 وفي عام 1986 طرد الجيش السّكان الفلسطينيين من بيوتهم بعد أن أعلنت الإدارة المدنية عن القرية الأصلية بأنها حديقة وطنية يقع في مركزها موقع أثري. ويتعرض السكان الفلسطينيين لإعتداءات متكررة ويعتبر المجتمع الدولي المستوطنات الإسرائيلية في الضفة الغربية غير قانونية بموجب القانون الدولي

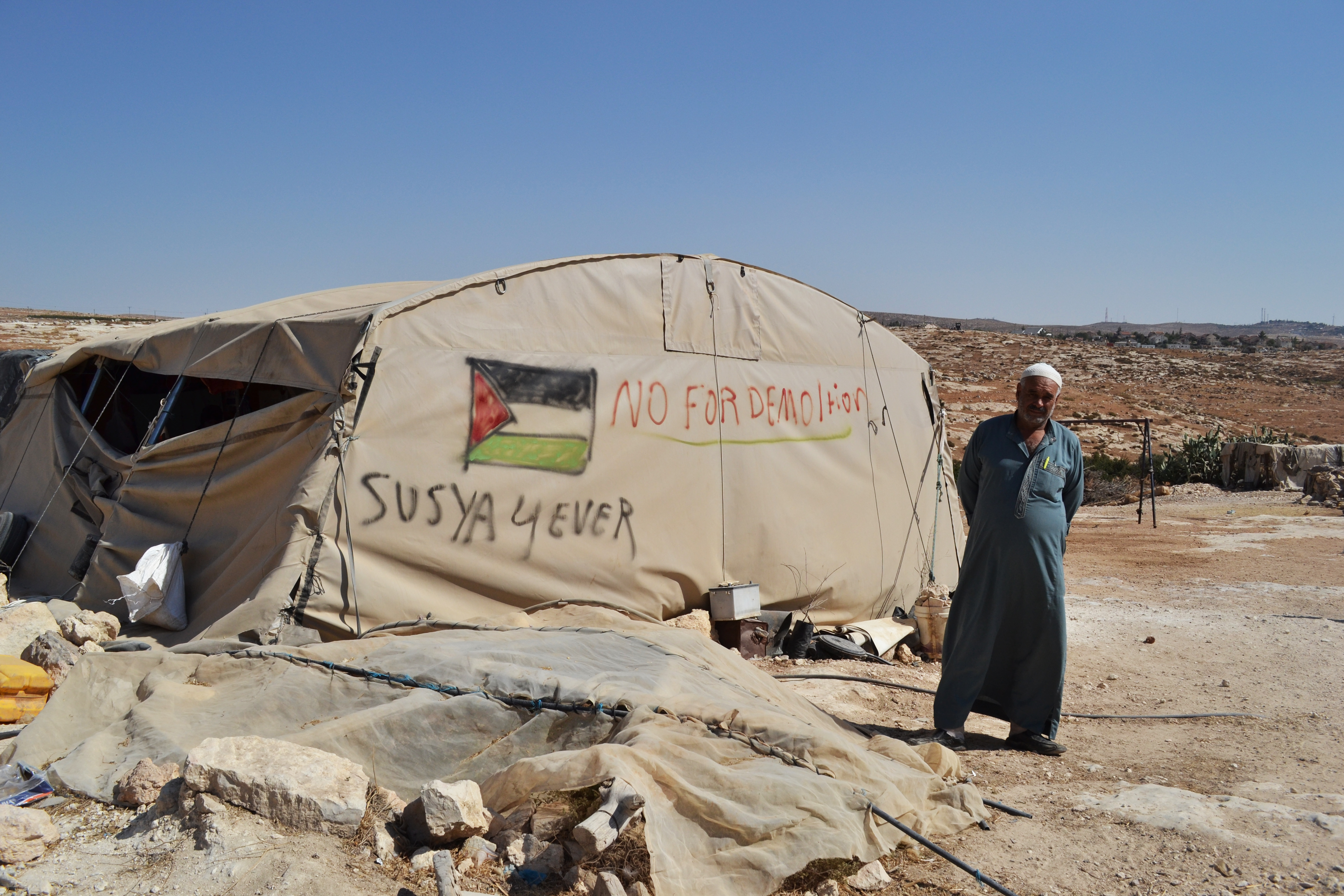
يعاني سكان سوسيا من الهدم المتكرر لبيوتهم

في مايو 2013 أُطلق فيلم «من العراقيب إلى سوسيا» حيث يعرض قصة قريتين فلسطينيتين تعانيان من سياسة التهجير

## وصلات خارجية
- خربة سوسيا ، منظمة بتسيلم
- سوسيا.. حكاية أخرى لصراع البقاء على الأرض
- قرية سوسيا الفلسطينية ، فرانس 24